# Serhij (Anicoj)
Serhij (světským jménem: Serhij Leonidovyč Anicoj; * 17. ledna 1979, Sumy) je ukrajinský duchovní Ukrajinské pravoslavné církve Moskevského patriarchátu a arcibiskup tulčynský a braclavský.

## Život
Narodil se 17. ledna 1979 v Sumách.
Od dětství sloužil v katedrálním chrámu Proměnění Páně.
Dne 23. července 2002 byl arcibiskupem chersonským a tavrickým Ionafanem (Jeleckich) rukopoložen na diákona. Od 12. prosince byl ključarem katedrálního chrámu Ducha svatého v Chersonu. Dne 1. června 2004 byl povýšen na protodiákona.
Dne 13. listopadu 2005 byl rukopoložen na jereje. Po kněžském svěcení byl jmenován představeným chrámu Ducha svatého Chersonu. Od 1. května 2006 se stal sekretářem chersonské eparchie.
Dne 8. prosince 2006 přešel do kléru tulčynské eparchie. Zde vykonával funkci představeného katedrálního chrámu a sekretáře eparchie. Roku 2007 dokončil Kyjevský duchovní seminář. Dne 8. prosince 2008 přijal mnišský postřih se jménem Serhij na počest svatého Sergije Radoněžského.
Dne 26. prosince 2008 byl povýšen na igumena a 23. května 2009 na archimandritu. Roku 2010 dokončil studium na Kyjevské duchovní akademii.
Dne 14. března 2018 jej Svatý synod Ukrajinské pravoslavné církve zvolil biskupem ladyžynským a vikářem tulčynské eparchie. Biskupská chirotonie proběhla 24. března v Kyjevskopečerské lávře. Hlavním světitelem byl metropolita kyjevský a celé Ukrajiny Onufrij (Berezovskyj).
Dne 17. srpna 2022 byl povýšen na arcibiskupa a 23. října 2024 se stal arcibiskupem tulčynským a braclavským.